# Habreuresis recta
Habreuresis recta là một loài nhện trong họ Linyphiidae. Loài này được phát hiện ở Chile.